# Eupatorion
Koordinaten: 44° 37′ N, 33° 32′ O
Eupatorion (altgriechisch Εὐπατόριον) war eine Festung bei der antiken Stadt Chersones, dem heutigen Sewastopol. Sie wurde von Diophantos, dem Feldherrn des Mithridates VI. von Pontos angelegt, als er die Stadt gegen die Skythen verteidigte. Der Name bezieht sich auf Eupator (altgriechisch, „von edler Abstammung“), den Beinamen des Mithridates.